# جواد امامی
جواد امامی خویی (زاده ۱۲۶۷ - درگذشته ۷ فروردین ۱۳۳۷) نماینده مجلس شورای ملی در دوران قاجار و پهلوی و سناتور آذربایجان در نخستین دوره مجلس سنا بود.
پدرش میرزامحمود از علمای مشروطه‌خواه بود که در نخستین دوره مجلس شورای ملی به وکالت برگزیده شد و در دوره دوم از جانب مراجع شیعه برای تطبیق مصوبات مجلس با احکام شرع به مجلس رفت. تحصیلات میرزا جواد نیز همچون پدر در مدارس دینی بود. 
در دوره پنجم مجلس شورای ملی، جواد امامی در کنار نظم‌الملک یکی از دو نماینده‌ای بود که برای نخستین بار بر کرسی خوی، مرند، ماکو و سلماس نشستند. این حوزه انتخابیه در چهار دوره نخستین مجلس شورای ملی نماینده نداشت. در دوره ششم نیز همین کرسی را حفظ کرد و در دوره نهم از تبریز به نمایندگی رسید. در همین دوره، از یازدهم شهریور ۱۳۱۳ که تعطیلات تابستانی مجلس پایان یافت، جواد امامی دیگر در مجلس حاضر نبود تا بیستم دی ۱۳۱۳ که از او سلب مصونیت شد و مورد پیگرد قضائی قرار گرفت.  
در سال ۱۳۲۸ که نخستین دوره مجلس سنا تشکیل شد، جواد امامی به نمایندگی از آذربایجان در این مجلس انتخاب شد. در دوره بعد، پس از مرگ حسن کفائی سناتور خراسان، شاه در شهریور ۱۳۳۳ او را به سناتوری خراسان منصوب کرد.
جواد ارشد اولاد امام جمعه خویی بود. برادرش جمال در دوران محمدرضا شاه پهلوی از نمایندگان جنجالی مجلس و از نامهای مطرح در نهضت ملی شدن صنعت نفت بود که بعداً از مخالفان مصدق شد و به وزارت و سناتوری و سفارت ایران در ایتالیا رسید. برادر دیگرش نورالدین نیز نماینده مجلس. یکی دیگر از برادرانش محمدامین از علمای دینی در تهران و نویسنده بود.